# Acantholochus divaricatus
Acantholochus divaricatus – gatunek widłonoga z rodziny Bomolochidae.
Gatunek ten opisali w 1980 roku amerykańscy biolodzy Roger F. Cressey i Hillary Boyle Cressey, nadając mu nazwę Holobomolochus divaricatus. Skorupiaki te są pasożytami ryb. Okazy typowe pozyskano z zatok nosowych ryb Scomberomorus brasiliensis (rodzina makrelowatych) złowionych u wybrzeży Brazylii. Autorzy stwierdzili też występowanie tych widłonogów na dwóch innych gatunkach z rodzaju Scomberomorus – karicie (S. maculatus) i makreli królewskiej (S. regalis). Ustalony przez nich zasięg występowania obejmował wody u atlantyckich wybrzeży Ameryki – od Argentyny przez Karaiby po północno-wschodnie Stany Zjednoczone.